# Oreotragus oreotragus
Il saltarupi, od oreotrago, (Oreotragus oreotragus), spesso indicato anche con il nome afrikaans klipspringer, è una piccola antilope africana. È l'unica specie del genere Oreotragus.

## Descrizione

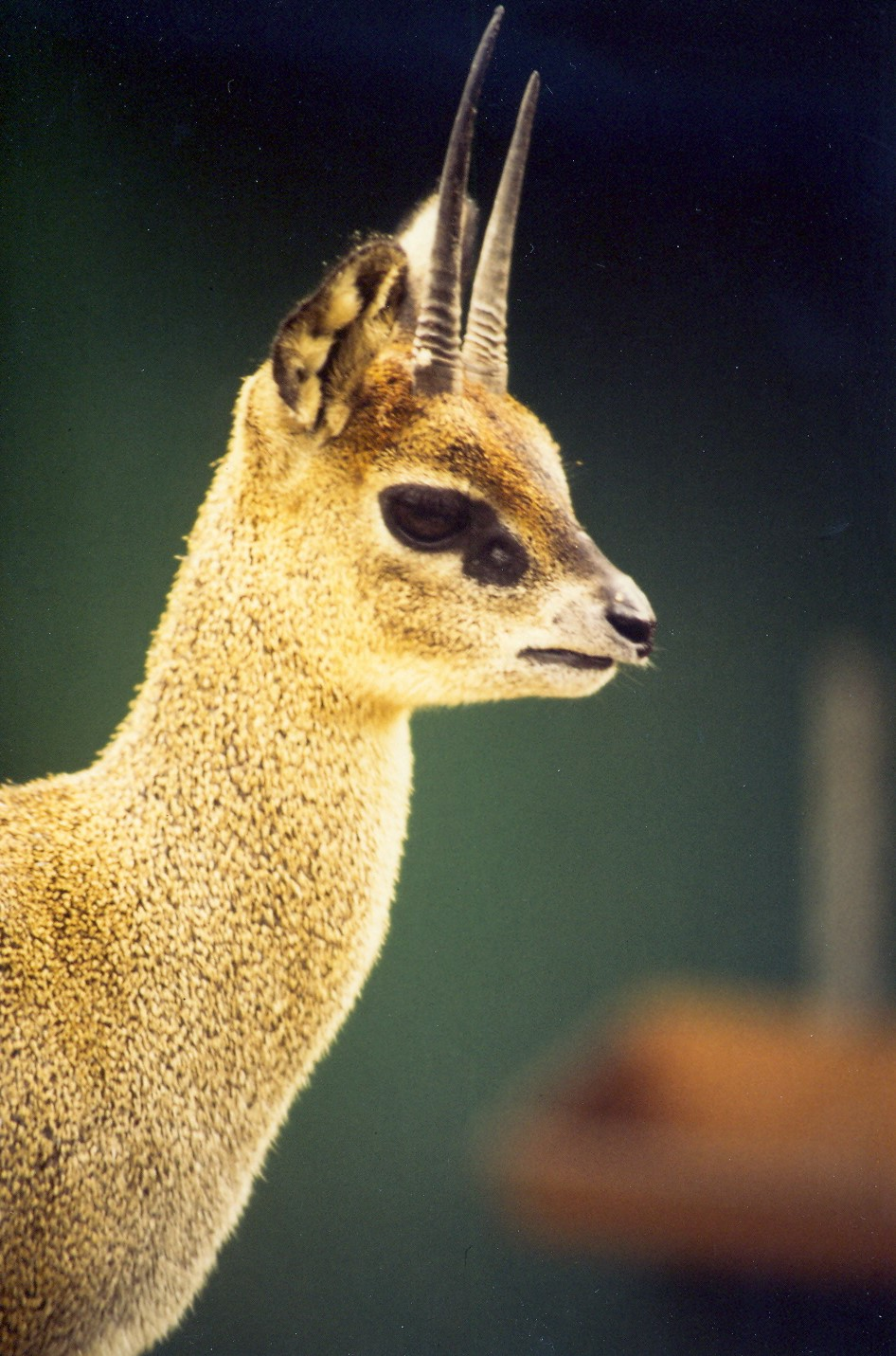
Maschio di saltarupi

I saltarupi sono antilopi di piccole dimensioni: le femmine sono alte 50-53 cm, e i maschi 49-52 cm. Il manto è fitto, di colore marroncino e bianco con sfumature olivastre. I singoli peli sono cavi, una caratteristica unica fra i bovidi. I maschi hanno corna appuntite, ben distanziate, di 10-20 cm di lunghezza. Entrambi i sessi sono dotati di ghiandole sotto gli occhi e i maschi hanno una ghiandola aggiuntiva sul prepuzio.

## Habitat e alimentazione
I saltarupi sono diffusi dal Capo di Buona Speranza, per tutta l'Africa orientale, fino all'Etiopia. Prediligono le zone rocciose, come monti e canyon, dove il manto screziato li aiuta a mimetizzarsi. Si nutrono di erbe che crescono fra le rocce, incluse piante succulente che sono sufficienti a soddisfare il loro bisogno di acqua.

## Comportamento e riproduzione
I saltarupi sono animali territoriali, che vivono in coppie o in piccoli gruppi, in genere formati da una coppia con i cuccioli. Durante la stagione secca, i gruppi familiari si radunano in branchi di 6-8 individui. Marcano il perimetro con le secrezioni delle ghiandole preorbitali e con le feci. I maschi difendono aggressivamente il loro territorio.
La stagione degli amori va da settembre a gennaio, e la gestazione dura circa 215 giorni.